# Judô nos Jogos Pan-Americanos de 2015
As competições de judô nos Jogos Pan-Americanos de 2015 foram realizadas entre 11 e 14 de julho no Centro Esportivo Mississauga, em Mississauga. Um total de catorze eventos foram disputados, sendo sete categorias para homens e sete para mulheres, de acordo com o peso.

## Calendário
| Julho | 7 | 8 | 9 | 10 | 11 | 12 | 13 | 14 | 15 | 16 | 17 | 18 | 19 | 20 | 21 | 22 | 23 | 24 | 25 | 26 |
| ----- | - | - | - | -- | -- | -- | -- | -- | -- | -- | -- | -- | -- | -- | -- | -- | -- | -- | -- | -- |
| Judô  |   |   |   |    | 3  | 3  | 4  | 4  |    |    |    |    |    |    |    |    |    |    |    |    |

|  | Dia de competição |  | Dia de final |

## Medalhistas
Masculino
| Evento                  | Ouro                              | Prata                         | Bronze                                                      |
| ----------------------- | --------------------------------- | ----------------------------- | ----------------------------------------------------------- |
| Até 60 kg detalhes      | Lenin Preciado ECU Equador        | Felipe Kitadai BRA Brasil     | John Futtinico COL Colômbia Yandri Torres CUB Cuba          |
| Até 66 kg detalhes      | Charles Chibana BRA Brasil        | Antoine Bouchard CAN Canadá   | Carlos Tondique CUB Cuba Fernando González ARG Argentina    |
| Até 73 kg detalhes      | Magdiel Estrada CUB Cuba          | Alejandro Clara ARG Argentina | Augusto Miranda PUR Porto Rico Arthur Margelidon CAN Canadá |
| Até 81 kg detalhes      | Travis Stevens USA Estados Unidos | Iván Felipe Silva CUB Cuba    | Pedro Castro COL Colômbia Victor Penalber BRA Brasil        |
| Até 90 kg detalhes      | Tiago Camilo BRA Brasil           | Asley González CUB Cuba       | Jacob Larsen USA Estados Unidos Isao Cárdenas MEX México    |
| Até 100 kg detalhes     | Luciano Corrêa BRA Brasil         | Marc Deschenes CAN Canadá     | Héctor Campos ARG Argentina José Armenteros CUB Cuba        |
| Mais de 100 kg detalhes | David Moura BRA Brasil            | Freddy Figueroa ECU Equador   | Alex García CUB Cuba José Cuevas MEX México                 |

Feminino
| Evento                 | Ouro                              | Prata                                  | Bronze                                                               |
| ---------------------- | --------------------------------- | -------------------------------------- | -------------------------------------------------------------------- |
| Até 48 kg detalhes     | Dayaris Mestre CUB Cuba           | Paula Pareto ARG Argentina             | Edna Carrillo MEX México Nathália Brígida BRA Brasil                 |
| Até 52 kg detalhes     | Érika Miranda BRA Brasil          | Ecaterina Guica CAN Canadá             | Angelica Delgado USA Estados Unidos Gretter Romero CUB Cuba          |
| Até 57 kg detalhes     | Marti Malloy USA Estados Unidos   | Catherine Beauchemin-Pinard CAN Canadá | Rafaela Silva BRA Brasil Aliuska Ojeda CUB Cuba                      |
| Até 63 kg detalhes     | Estefania García ECU Equador      | Stéfanie Tremblay CAN Canadá           | Maylin del Toro CUB Cuba Mariana Silva BRA Brasil                    |
| Até 70 kg detalhes     | Kelita Zupancic CAN Canadá        | Onix Cortés CUB Cuba                   | Maria Portela BRA Brasil Yuri Alvear COL Colômbia                    |
| Até 78 kg detalhes     | Kayla Harrison USA Estados Unidos | Mayra Aguiar BRA Brasil                | Yalennis Castillo CUB Cuba Catherine Roberge CAN Canadá              |
| Mais de 78 kg detalhes | Idalys Ortiz CUB Cuba             | Vanessa Zambotti MEX México            | Maria Suelen Altheman BRA Brasil Nina Cutro-Kelly USA Estados Unidos |

## Quadro de medalhas
| Ordem | País               | Medalha de ouro | Medalha de prata | Medalha de bronze |    |
| ----- | ------------------ | --------------- | ---------------- | ----------------- | -- |
| 1     | BRA Brasil         | 5               | 2                | 6                 | 13 |
| 2     | CUB Cuba           | 3               | 3                | 8                 | 14 |
| 3     | USA Estados Unidos | 3               |                  | 3                 | 6  |
| 4     | ECU Equador        | 2               | 1                |                   | 3  |
| 5     | CAN Canadá         | 1               | 5                | 2                 | 8  |
| 6     | ARG Argentina      |                 | 2                | 2                 | 4  |
| 7     | MEX México         |                 | 1                | 3                 | 4  |
| 8     | COL Colômbia       |                 |                  | 3                 | 3  |
| 9     | PUR Porto Rico     |                 |                  | 1                 | 1  |
| TOTAL | TOTAL              | 14              | 14               | 28                | 56 |